# 湯姆·洛厄里
托马斯·理查德·洛厄里（英語：Thomas Richard Lowery；1997年12月25日—）是一位英格蘭足球運動員，在場上的位置是中場。他現在效力於英甲球隊朴茨茅斯。

## 球會生涯
洛厄里是克鲁的青訓產品，他在2016年5月與球會簽下職業合約，並在10月4日首次職業上場，在英格蘭足球聯賽錦標賽對狼隊U23比賽下半場上場。四天後首次在職業聯賽上場，10月16日對卢顿的比賽在半場休息時換入，一星期後對諾士郡的比賽首發上場。
2018年1月，他與球會續約三年半。2019年4月19日對约维尔的比賽，他取得首顆職業生涯進球，使球隊以2-0取勝，該比賽亦是他第50次聯賽上場。
2020年1月，洛厄里替球會上場36次後因為盤骨受傷而需缺席數個月。同年10月，他與球會簽下一份新的兩年合約。